# Amélia Néné
Amélia Néné, née en 1954 et morte en 1996, est une écrivaine, poétesse et chercheuse congolaise. 
Elle est l'autrice de deux recueils de poèmes Fleurs de vie et Balles perdues, publiés en 1980 et 1998 aux éditions Présence Africaine. 

## Biographie

### Jeunesse et études
Amélia Néné naît en 1954. Elle étudie à l'école catholique Anne-Marie Javouhey de Massengo, un quartier situé au nord de Brazzaville au Congo. Elle obtient une licence en histoire.
Elle se marie avec l'écrivain Jean-Baptiste Tati Loutard en 1975,. Elle lui inspire plusieurs poèmes rassemblés dans Feux de la Planète en 1977 et Dialogue des Plateaux en 1982.

### Carrière littéraire
Amélia Néné est, avec Marie-Léontine Tsibinda, l'une des pionnières de la poésie féminine congolaise. 
Elle publie en 1980 aux éditions Présence Africaine, Fleurs de vie, un recueil composé de 31 poèmes écrits en vers libres, construit autour des forces de vie.
Publié de manière posthume en 1998, Balles perdues développe le thème de la mort.

### Engagements
Femme engagée, Amélia Néné organise en 1985 un symposium remarqué sur « Les femmes et la culture » à l'occasion du 20e congrès de l'Union révolutionnaire des femmes du Congo (URFC) dont elle dirige l'une des quatre unions, celle des femmes travailleuses (UFT),. Ses responsabilités la mènent à organiser des missions dans les zones rurales du Congo et à participer à des rencontres à l'étranger.
Elle meurt 10 septembre 1996,. Jean-Baptiste Tati Loutard publie en 1998 Le Palmier-lyre, un recueil de poèmes consacré à son souvenir.

## Œuvres
- Fleurs de vie: poèmes, Présence africaine, coll. « Collection Poésie », 1980 (ISBN 978-2-7087-0388-9)
- Perles perdues, Brazzaville, Présence africaine, 1998, 67 p. (ISBN 978-2-708-70667-5)